# Kızılağaç (Saimbeyli)
Kızılağaç (türkisch für Erle) ist ein Ortsteil (Mahalle) im Landkreis Saimbeyli der türkischen Provinz Adana mit 344 Einwohnern (Stand: Ende 2024). Im Jahr 2011 zählte der Ort 447 Einwohner.